# Université des arts d'Osaka
L'université des arts d'Osaka (大阪芸術大学, Ōsaka Geijutsu Daigaku) est une université privée située dans la ville de Kanan, district de Minamikawachi de la préfecture d'Osaka au Japon. L'université est fondée en 1945 sous le nom Hirano English Cram School (平野英学塾, Hirano Eigakujuku), puis change son nom pour celui d'école des beaux-arts (大阪美術学校, Ōsaka Bijutsu Gakkō) en 1957, puis en université des beaux-arts Naniwa (浪速芸術大学, Naniwa Geijutsu Daigaku) en 1964. L'université adopte le nom qui est le sien actuellement en 1966.

## Professeurs notables
- Toshiyuki Hosokawa[1].
- Takeji Iwamiya
- Kazuo Koike
- Sadao Nakajima
- Kazuki Ōmori
- Teruaki Georges Sumioka, professeur titulaire de philosophie

## Diplômés notables
- Takami Akai, illustrateur
- Hideaki Anno, directeur de l'animation et du cinéma (quitte l'université)
- Kiyohiko Azuma, auteur de manga et illustrateur
- Arata Furuta, acteur
- Satoshi Hashimoto, doublage
- Kenjiro Hata, mangaka
- Toshio Kakei, acteur
- Shinichiro Kimura, réalisateur d'anime
- Toshiyuki Kita, styliste
- Yoshiaki Koizumi, concepteur de jeux vidéo avec Nintendo
- Koji Kondo, compositeur de jeu vidéo
- Meimu
- Masahiko Minami, producteur d'anime
- Range Murata, illustrateur et concepteur
- Ramo Nakajima
- Akira Nishimori
- Masami Okui
- Ai Otsuka, chanteur
- Setsuji Satō
- Kazuhiko Shimamoto, mangaka
- Masamune Shirow, mangaka
- Hiroshi Takano
- Novala Takemoto
- Takashi Tezuka, concepteur de jeux vidéo avec Nintendo
- Fumito Ueda, réalisateur de Ico et Shadow of the Colossus
- Nobuhiro Yamashita, réalisateur
- Kentarō Yano, mangaka
- Masakazu Ishiguro, mangaka